# Bombina lichuanensis
Bombina lichuanensis е вид жаба от семейство Бумкови (Bombinatoridae). Видът е уязвим и сериозно застрашен от изчезване.

## Разпространение
Разпространен е в Китай.

## Описание
Популацията на вида е намаляваща.